# 잔, 왕의 딸
잔, 왕의 딸(프랑스어: Jeanne, fille du Roy, 영어: The King's Daughter)은 수잔 마르텔이 쓴 역사 소설로, 1974년 첫 출간되었다.
누벨 프랑스의 낯선 땅을 밟게 된 ‘왕의 딸’ 잔. 혹독한 환경에서도 용기로 행복을 만들어 가는 잔의 활력은, 복잡한 삶 속에서 희망을 찾는 현대인들에게 힘이 되어 준다. 이러한 잔의 건강한 발걸음을 좇다 보면 우리는 17세기 퀘벡의 역사와 문화를 만나 볼 수도 있다.

## 배경
17세기 퀘벡(누벨 프랑스)의 삶을 프랑스 소녀의 관점에서 현실적으로 그린 역사소설이다.
당시 프랑스는 영국과 전쟁 상태였는데, 북미 땅에 프랑스보다 늦게 이주하기 시작한 영국인의 수효가 급속하게 증가하자 위협을 느끼기 시작했다. 이런 상황에서 루이 14세는 더 많은 프랑스인들을 이주시키고 후손을 낳기 위해 필요한 신붓감들을 보내어 북미에 정착한 프랑스인의 수효를 늘리는 데 많은 노력을 기울였다. 이러한 정책에 따라 ‘왕의 딸’이란 신분이 생겼는데, 거창한 이름과는 달리 대부분 고아거나 생계가 힘든 가정의 여자 아이들이었다.
1672년, 이야기의 주인공인 잔 샤텔은 열여덟 살이 되면서 ‘왕의 딸’로 징집된다. 고아가 되어 수녀원에서 자란 잔에게 프랑스의 새 개척지 누벨 프랑스로 갈 기회가 주어졌다. 하지만 잔은 퀘벡에 도착하면서 그동안 꿈꿔 왔던 낭만적인 삶은 공상에 불과했다는 것을 알게 된다. 잔의 남편은 모피 사냥꾼으로 자존심 세고 말이 없는 무뚝뚝한 사람이었다. 그는 사랑하던 부인이 이로쿼이 인디언들에게 살해당하고 나서 남은 어린아이 둘과 외딴 오두막에서 살고 있었다. 잔은 실망스러운 상황에서도 용기와 상상력을 발휘해 외딴 숲 속에서의 생활에 적응하고 자신을 둘러싼 위험에 대처한다. 카누의 노를 젓는 것부터 소총을 쏘는 것까지 배워야 했다. 인디언의 공격에 맞서 싸우기도 한다. 이렇게 새 땅에 도착한 지 1년이 되어서야 남편과 가족에게서 인정과 사랑을 받기 시작하면서 잔은 드디어 자신의 보금자리를 마련했다는 느낌을 갖기 시작한다.
이 소설은 17세기 퀘벡 주 식민지 개척 시대의 모습을 실감 있게 묘사하고 있다. 프랑스에서 이민 와서 사는 상인과 모피 사냥꾼들, 프랑스인에게 동화되어 사는 위로니 인디언들과 영국 편에 서서 프랑스인들과 맞서 싸우는 이로쿼이 인디언들을 현실적인 이야기 설정 속에 등장시켜 당시 생활환경과 관습, 사고방식을 정확하고 깊이 있게 소개하고 있다. 또한 혹독한 생활환경에서 살아남아야 하는 여성들의 삶과 이러한 환경에서 영향 받아 형성된 사고방식, 여성의 사회적 위치 등 퀘벡의 역사적·사회적 여러 단면을 함께 접할 수 있는 훌륭한 작품이다. 또한 불우한 환경에서도 절대로 꿈과 희망을 잃지 않고 용기와 재치로 어려움을 헤쳐 나가며 행복을 만들어 가는 주인공 잔의 불굴의 의지는 모험심과 호기심 많은 모든 독자들에게 감동을 선사한다.
≪잔, 왕의 딸≫은 역사소설인 반면, 재미있고 쉽게 쓰여 누구나 읽을 수 있는 작품이라는 점에서 높은 평가를 받았고, 주인공 잔의 활력은 많은 독자들의 마음을 사로잡았다. 실제로 ‘왕의 딸’들이 누벨 프랑스에 도착해서 어떤 삶을 살았는지에 대한 역사적 기록은 없다고 한다. 따라서 역사학자들조차도 ‘왕의 딸’의 삶을 역사적으로 이해하기 위해서는 기존하는 다른 역사 자료에서부터 짐작하는 수밖에 없다. 이러한 상황을 고려할 때 역사학자의 관점에서도 ≪잔, 왕의 딸≫은 역사학자들의 수준을 능가하는 업적이라고 인정을 받기도 했다.